# Sylvie Josserand
Sylvie Josserand (nascida a 23 de Agosto de 1968) é uma política francesa do Reagrupamento Nacional que foi eleita membro do Parlamento Europeu em 2024.
Nas eleições legislativas francesas de 2024, foi eleita deputada pelo 6.º círculo eleitoral de Gard.